# آلبرتو آنگولو
آلبرتو آنگولو (اسپانیایی: Alberto Angulo‎؛ زادهٔ ۱۹ ژوئن ۱۹۷۰) بازیکن بسکتبال اهل اسپانیا بود.
از باشگاه‌هایی که در آن بازی کرده‌است می‌توان به باشگاه بسکتبال ساراگوسا اشاره کرد.
وی در مسابقات کشوری و بین‌المللی در مجموع برندهٔ ۱ مدال نقره شده‌است.